# Neoregelia doeringiana
Neoregelia doeringiana är en gräsväxtart som beskrevs av Lyman Bradford Smith. Neoregelia doeringiana ingår i släktet Neoregelia och familjen Bromeliaceae. Inga underarter finns listade i Catalogue of Life.